# Nadau
 (octobre 2021).
Nadau ou Los de Nadau (prononcé : [naˈðaw], signifiant en gascon, béarnais et occitan « Noël » ou « Ceux de Noël ») est un groupe de musique gascon-béarnais créé en 1973 célébrant la culture gasconne et plus largement occitane. La longévité et la notoriété de Nadau sont inégalées dans le paysage musical occitan. Ainsi, Nadau dépasse largement les frontières de sa base béarnaise et gasconne, afin de devenir le symbole même de la musique occitane et l'un des groupes emblématiques d'Occitanie. Globalement boudé par la presse et l'industrie musicale française, Nadau s'est produit quatre fois à l'Olympia (2000, 2005, 2010 et 2014),.
Le groupe est basé à Labastide-Cézéracq, commune béarnaise située à proximité de Pau.
Les chansons De cap tà l'immortèla et L'encantada sont deux des chansons les plus célèbres de leur répertoire, ainsi que Mon Dieu que je suis à mon aise. Cette dernière chanson est également chantée en basque.
Le groupe Nadau a donné plus de huit cents concerts, réalisé neuf albums (quatre en CD), six vidéos, et vendu plus de 60 000 disques. Les vidéos du groupe ont été visionnées plus de 40 millions de fois sur la chaine YouTube.
Nadau s'est également produit dans la plus vieille salle de concert au monde, le Holywell Music Room.

## Histoire

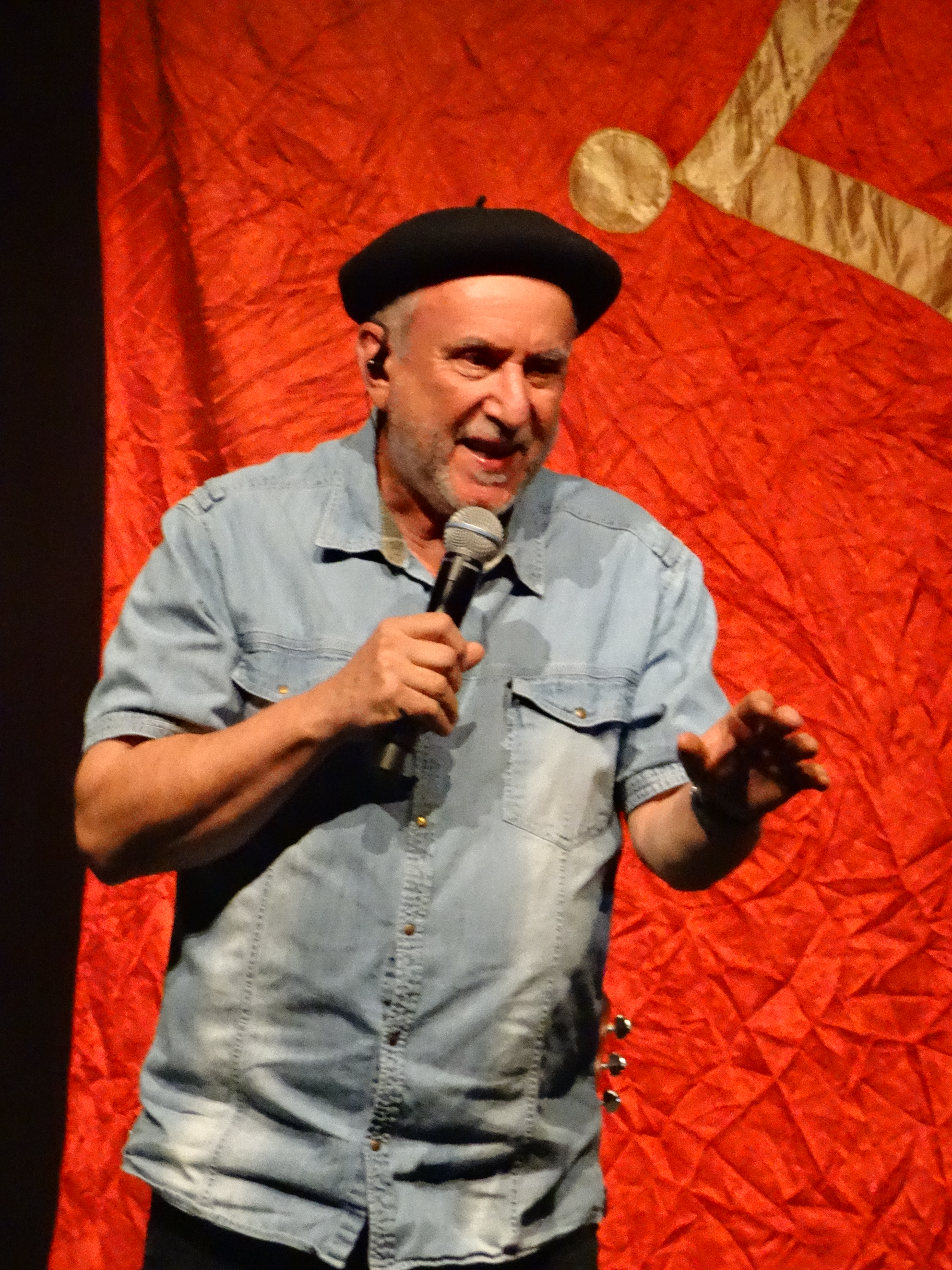
Joan de Nadau.

### Débuts
Les débuts du groupe sont modestes, et même le quotidien La République des Pyrénées ne consacre que peu de lignes à ce groupe de la scène béarnaise. La même année, Nadau participe à une manifestation en l'honneur de Simin Palay et acte son engagement pour la culture béarnaise, gasconne et occitane.
Leur premier disque Monsur lo regent sort en 1975. Les thèmes de l'album sont principalement la revendication de leurs racines et l'amour. Puis sortent La venta a las enchèras en 1976, et L'immortèla en 1978, avec une chanson phare du groupe. Les textes, en général en béarnais ou en gascon de la montagne, redonnent une noblesse à la langue des paysans (habitants du « pays ») avec les mots des pères.
Le groupe Nadau soutient également les calandretas (en français : « petite alouette »), écoles bilingues occitan-français ainsi que les premières radios libres. T'on vas paraît en 1982, Qu'èm çò qui èm en 1986 réalisé avec 400 choristes. Pierre Micouleau, Jacques Baudoin, Serge Cabos, Gilbert Bastelica (ancien batteur des Chaussettes noires) et Jean-Pierre Médou rejoignent ensuite le groupe. Los de Nadau devient alors Nadau.

### Confirmation à l'Olympia
En 2000, 2005, 2010 puis en 2014, le groupe remplit l'Olympia de Paris. Fabrice Manconi devient en 2003 le nouveau batteur du groupe, année de sortie du disque Saumon. Mickael Tempette, avec ses cornemuses et ses flûtes, intègre le groupe en 2005. En 2010, trois trains quittent le grand sud-ouest à destination de la capitale: l’un parti de Montréjeau (Haute-Garonne) et deux de Pau.
Nadau acquiert ses lettres de noblesse lors de son premier (et mythique) concert à l’Olympia, le 20 mai 2000. Le Béarn répond présent pour accompagner le groupe à Paris.
Le groupe Nadau chante souvent avec d'autres groupes de musique occitane comme Peiraguda ou encore le chanteur Francis Cabrel qui produit également en langue occitane.
Les chants de Nadau sont omniprésents durant les cantèras d’ouverture du festival Hestiv'Òc.

### 50 ans de carrière
Le 50e anniversaire du groupe est célébré au Zénith de Pau en 2023. Cette série de concerts attire plus de 15000 personnes. Initialement limitée à 3 dates, ce concert anniversaire est rapidement confronté à une demande jamais vue.
Face à l'engouement populaire, le groupe Nadau a notamment dû ajouter une sixième date le 9 février 2024. Les 4 500 places ont été vendues en moins de 24 heures, témoignant de la frénésie autour du groupe. Joan de Nadau exprime son étonnement face à cet engouement exceptionnel dans la presse locale, soulignant que même avec l'ajout d'une date, ils ne s'attendaient pas à une telle réaction. 
Les cinq premières dates avaient également affiché complet, mais cela avait pris quelques semaines. 

## Langue
Nadau chante principalement en béarnais, variante du gascon parlée en Béarn. Au début de l'aventure Nadau, seule Ninon Paloumet, originaire de Monein, parle couramment occitan, en l'occurrence béarnais. C'est Gilbert Narioo qui apprend à Michel Maffrand, originaire de Comminges, la langue et l'esprit béarnais, si bien que le groupe est ainsi connu pour ses chansons en béarnais.
Toutefois, certaines chansons comme Saussat ou Era sauta de Banassa sont composées en gascon pyrénéen « beau, sec, bref », ponctuées d'articles définis eth et era au lieu de lo, la, typiques de la vallée d'Aspe ou du Luchonnais.

« Il y a au-dessus de nous, vers les montagnes, un gascon que je treuve singulièrement beau, sec, bref, signifiant... un langage masle et militaire plus qu'aultre que j'entende, autant nerveux, puissant et pertinent, comme le françois est gracieux, délicat et abondant. »

— Montaigne, Essais, Livre II, Chapitre 17

## Engagement pour les Calandretas
Dès la fin des années 1970, les trois fondateurs de Nadau ont saisi l'urgence de créer un enseignement de la langue occitane, afin de la sauvegarder et l'inscrire dans la modernité. Nadau milite et soutient la création de la première d'entre elles, ouvert en janvier 1980, à Pau, capitale du Béarn. D'autres suivront ensuite à Oloron, Toulouse, Béziers ou Bagnères-de-Bigorre.

« Nous soutenons les calandretas depuis la création de la première école à Pau, en 1980. Aujourd’hui, nous croisons de plus en plus d’adultes et d’enfants qui parlent occitan et sommes fiers du chemin parcouru depuis plus de 40 ans. Certaines personnes viennent nous dire qu’ils ont commencé à apprendre la langue avec nos chansons. Que demander de plus ? Apprendre en chantant, il n’y a rien de mieux. »

— Michel Maffrand
Il s'implique également dans les premières radios libres, dans le journal « Pays ».
Ninon Paloumet s'implique également en faveur du Cap'òc.

## Concert caritatif
Nadau organise un concert le 16 octobre 2015 au Parc des expositions de Pau afin de récolter des fonds pour la recherche en neurologie, et notamment l'ARTC (Association pour la recherche sur les tumeurs cérébrales), qui collabore avec le centre hospitalier de Pau et les cliniques Navarre et Marzet. Depuis 2007, l'ARTC offre une bourse de recherche, à de jeunes neurologues de talent au laboratoire de l’Institut du cerveau et de la moelle épinière, basé à Paris.

## Hommages
La chanson L'encantada est omniprésente aux matches de l'Élan béarnais Pau-Lacq-Orthez . Enfin, la chanson fait son retour en 2021 dans la play-list de la Section paloise, au coté de la Honhada, hymne officiel du club béarnais.
L'hymne du Stade montois « Jaune et Noir », est adapté librement de cette chanson du groupe béarnais. Nadau l'interprète d'ailleurs à l'occasion du 10ème anniversaire en 2021.

## Discographie

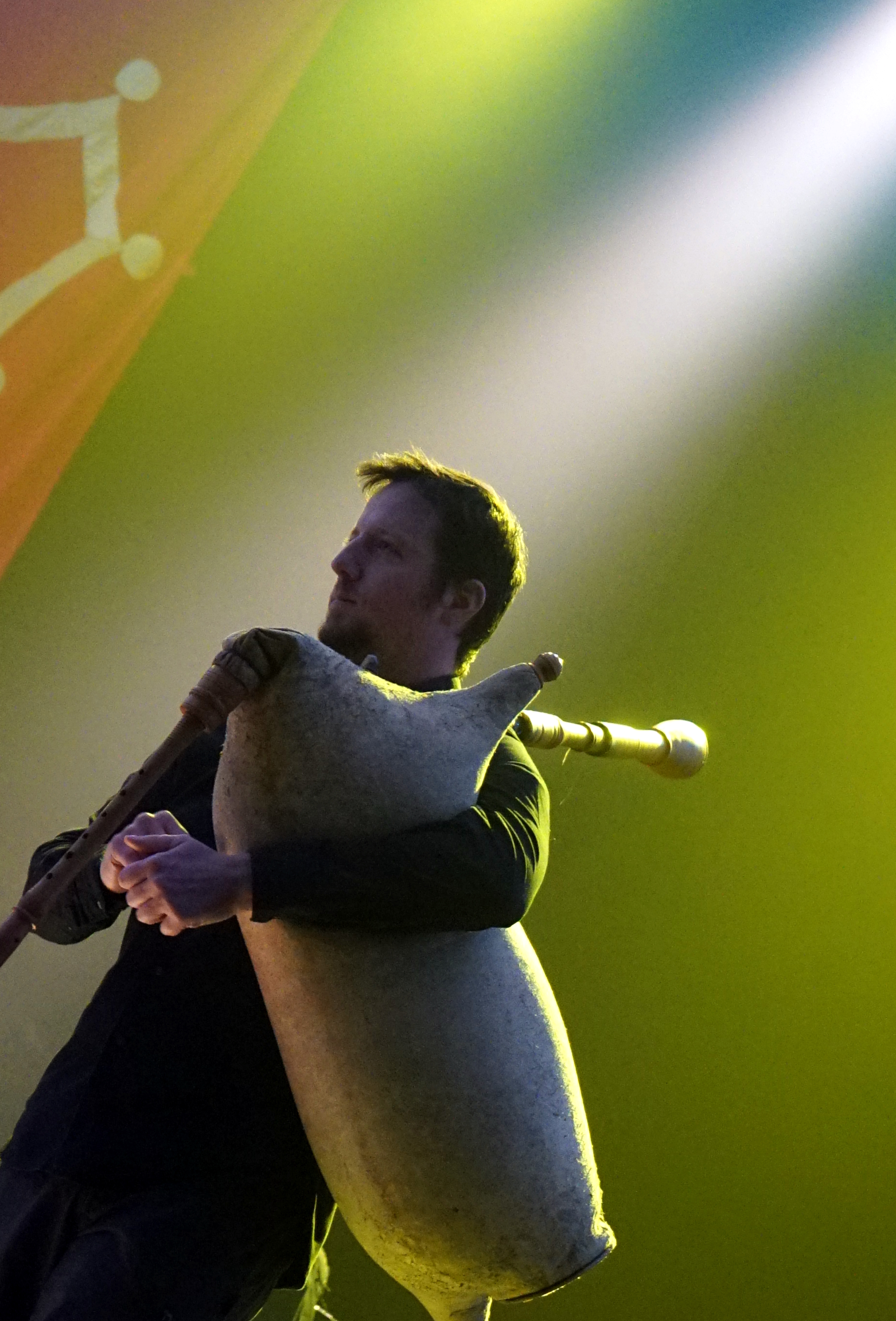
En concert en 2017.

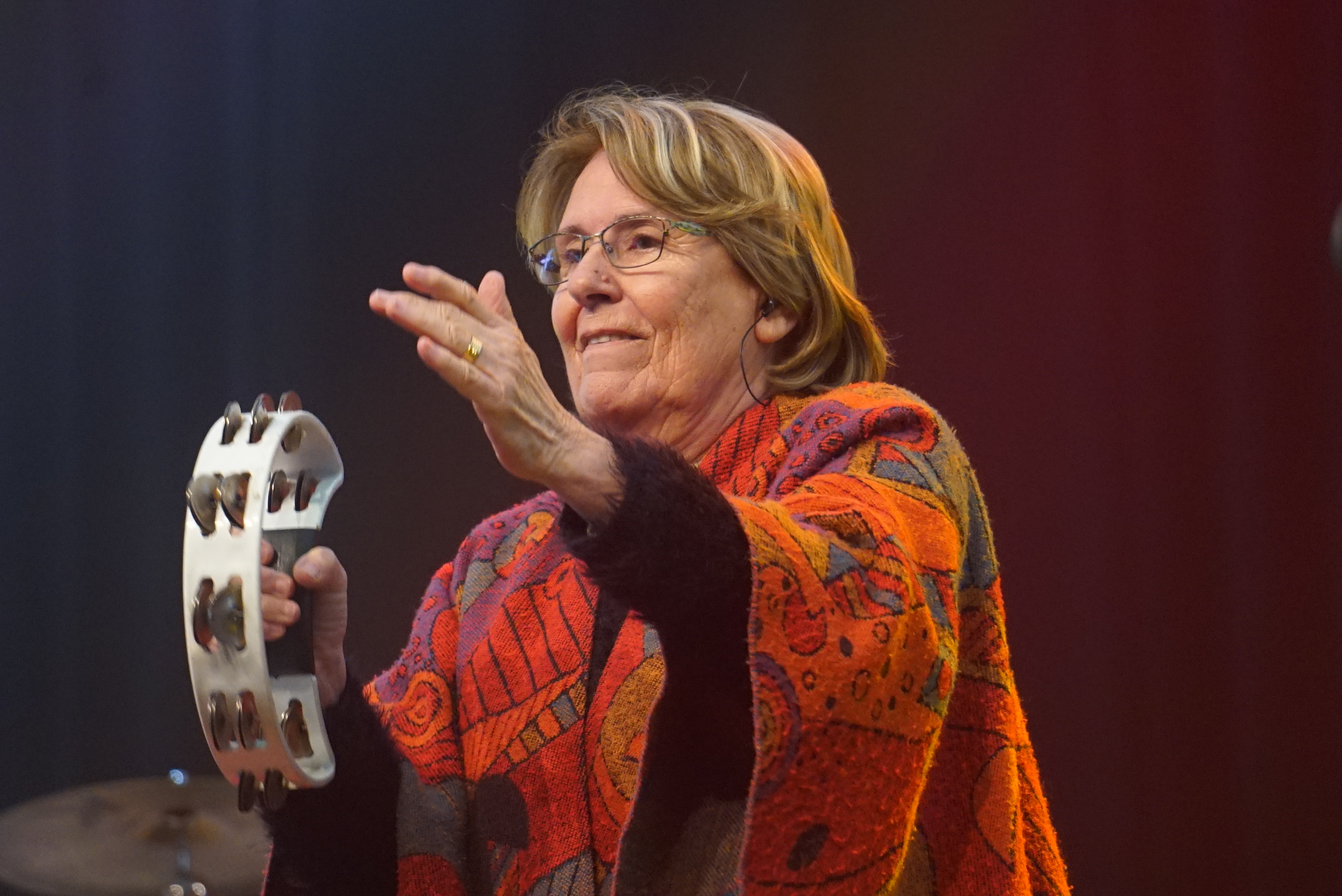
En concert en 2017.

- 1973 : Los de Nadau[28]. Même contenu repris sous le titre suivant :
- 1975 : Monsur lo regent
- 1976 : La venta a las enchèras
- 1978 : L'immortèla
- 1982 : T'on vas
- 1986 : Qu'èm ço qui èm
- 1991 : De cuu au vent (le groupe devient alors « Nadau » tout court)
- 1994 : Pengabelòt
- 1995 : S'avi sabut (compilation)
- 1996 : Nadau en companhia (live)
- 1998 : Plumalhon
- 2003 : Saumon
- 2005 : Nadau à l'Olympia (live)
- 2006 : Carnet de chansons
- 2007 : Maria
- 2010 : Olympia 2010 (live)
- 2013 : L'encantada
- 2017 : Zenith de Pau 2017 (live)

## Vidéographie

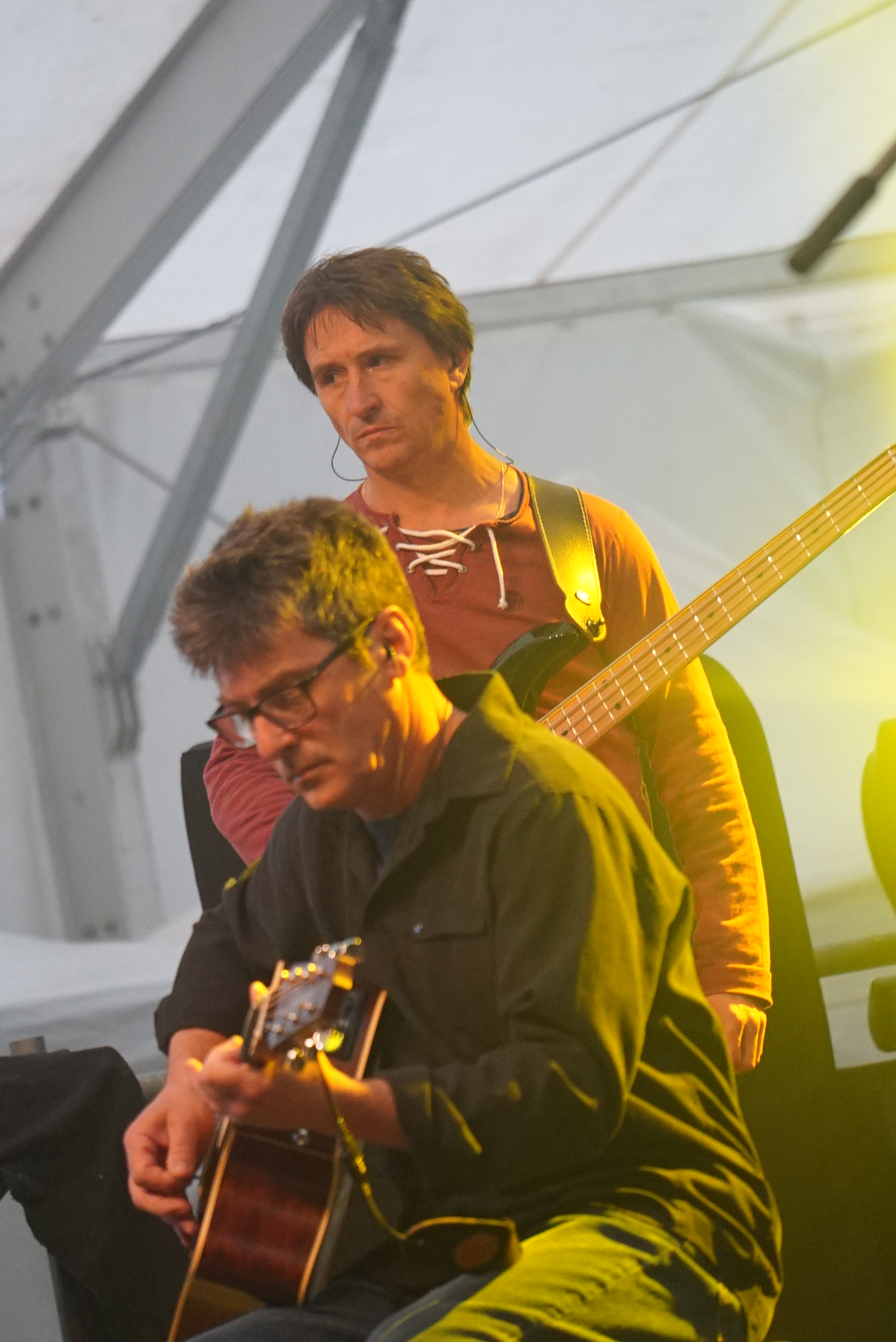
En concert en 2017 à Craonnelle.

- 1993 : Nadau en companhia
- 1996 : Nadau en companhia
- 2000 : Nadau à l'Olympia
- 2002 : Nadau en companhia
- 2005 : Nadau à l'Olympia
- 2010 : Olympia 2010
- 2014 : Olympia 2014
- 2017 : Zenith de Pau 2017

## Sources